# Joost Schouten
Joost Schouten (ca. 1600-1644) fue un empleado de la Compañía Neerlandesa de las Indias Orientales, solicitado como administrador, diplomático, cortesano y negociador para la avanzadilla colonial y mercantil neerlandesa en el archipiélago del sudeste asiático conocido en la actualidad como Indonesia. En julio de 1644, Schouten fue acusado de haber tenido relaciones homosexuales con numerosos hombres. Condenado por sodomía, delito capital en los Países Bajos del siglo XVII, fue quemado en la hoguera.

## Primeros años: 1600-1622
Nacido en los Países Bajos, Schouten emigró a las Indias Orientales Neerlandesas en 1622.

## Carrera en la Compañía Neerlandesa de las Indias Orientales: 1624-1644
En las siguientes dos décadas, Schouten estableció una formidable reputación en el comercio y la diplomacia colonial. Se involucró en la manufactura y el comercio en una fábrica de la Compañía Neerlandesa de las Indias Orientales en Siam, en Ayutthaya en 1624 y poco después se convirtió en secretario de Willem Janssen en la posterior visita de reconocimiento y exploración de comercio a Japón en 1625.
En 1633, Schouten volvió a Siam como el director de la fábrica de Ayutthaya y negoció con éxito la expansión de las instalaciones, además de más concesiones comerciales par los neerlandeses a cambio de ayuda al rey Prasat Thong (reinado 1629-1656) en negociaciones diplomáticas. En 1635 Schouten realizaba un informe sobre sus actividades en Japón y Siam para sus jefes, uno de los primeros relatos fiables sobre la región. Atrajo el suficiente interés para ser publicado más tarde, en el siglo XVII, y traducido a diversas lenguas.
Hacia 1640 había vuelto a Batavia, la actual Yakarta, y trabajaba en el Consejo de Indias para los intereses de la élite mercantil y comercial de la Compañía Neerlandesa de las Indias Orientales. En 1642 equipó a Abel Tasman para su expedición al Pacífico sudoccidental, que más tarde circunnavegaría Australia y lideraría el descubrimiento europeo de Nueva Zelanda. En el viaje, Tasman nombró la Isla Schouten en su honor.

## Juicio y ejecución
En julio de 1644, Joost Schouten fue acusado de sodomía, un crimen castigado con la pena de muerte por fuego o agua. Confesó sus crímenes y no se defendió. Tras ser juzgado y condenado, su sentencia fue suavizada en vista de su muchos servicios: El gobernador general de la colonia, Anthony van Diemen, ordenó que fuese estrangulado antes de ser quemado en la hoguera. Posteriormente, por lo menos tres de sus amantes fueron metidos en sacos y lanzados al agua para que se ahogaran.